# Belostomatidae
Belostomatidae é uma família de hemípteros que inclui as espécies de insetos aquáticos conhecidas pelos nomes comuns de barata-d'água ou barata-de-água. Apesar do seu nome vulgar, não são baratas, no sentido estrito, mas na verdade grandes percevejos aquáticos, sendo também conhecidos pelos nomes de arauemboia, bota-mesa, pica-dedo e escorpião-d'água / escorpião-de-água.
Algumas espécies são consideradas como iguaria na gastronomia da Tailândia e do Vietname.[carece de fontes?] Algumas baratas-d'água são predadores naturais do caramujo transmissor da esquistossomose.

## Morfologia

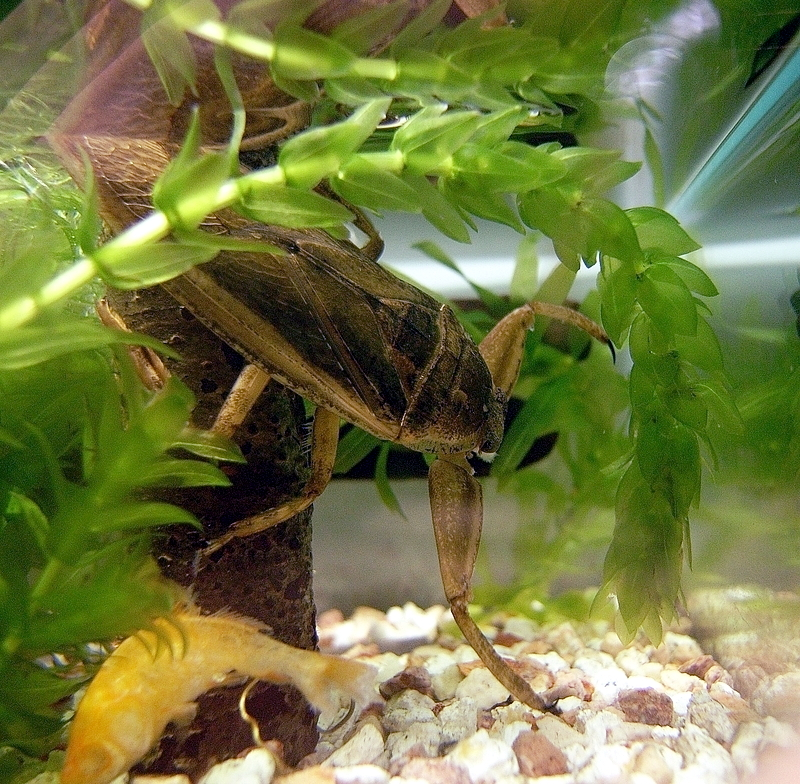
Lethocerus deyrollei

Tais insetos têm até 10,5 cm de comprimento, corpo largo e chato, com a coloração castanha e asas acinzentadas para camuflagem, pernas anteriores adaptadas a agarrar suas presas e pernas posteriores achatadas, próprias para a natação, embora não sejam bons nadadores.

## Hábitos alimentares
Para conseguirem comer as suas presas, as baratas-d'água agarram as suas "vítimas" com as garras em forma de gancho em suas patas dianteiras e injetam com seu aparelho bucal picador-sugador (semelhante aos dos mosquitos) uma poderosa saliva digestiva que dissolve o interior da sua presa. Costumam se alimentar de caramujos, lesmas, girinos, salamandras, pequenos peixes e outros insetos, sugando seus líquidos orgânicos.

## Na culinária asiática

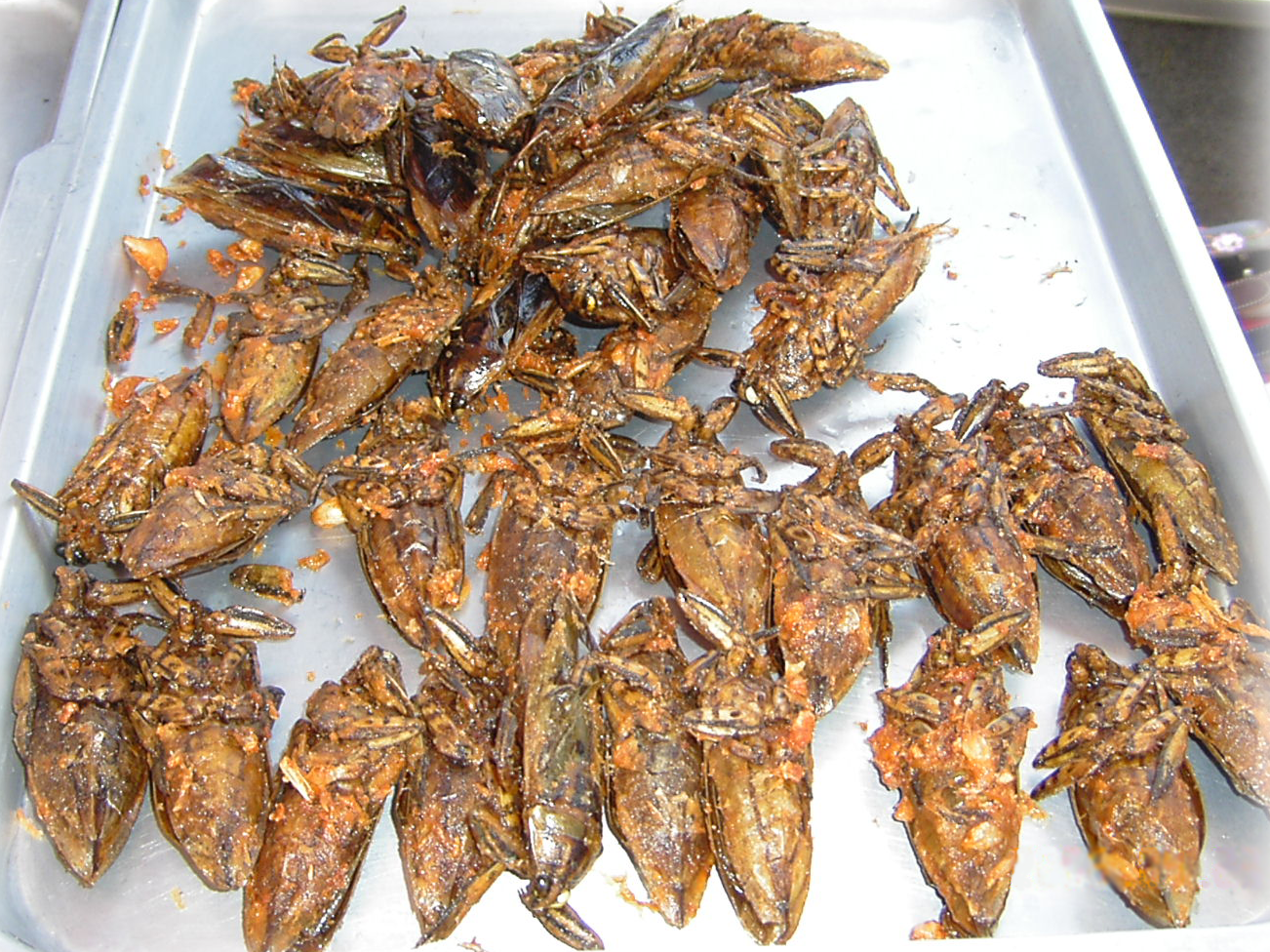
Baratas-de-água-gigantes fritas.

Em alguns países do Sudeste Asiático como a Tailândia e Vietnã, as baratas-d'água e outros besouros aquáticos gigantes são considerados alimentos.[carece de fontes?]

## Ataques a seres humanos
Como vivem em lagos e córregos calmos, lugares que costumam ser frequentado por pessoas, as baratas-d'água costumam dar picadas dolorosas (mas sem consequências graves) em banhistas quando se sentem ameaçadas, geralmente por serem manipuladas sem o devido cuidado. Por causa disso, recebem apelidos como escorpião-d'água, pica-dedo ou toe biters (algo como "mordedores de dedões", em inglês) em alguns países de língua inglesa.

## Reprodução

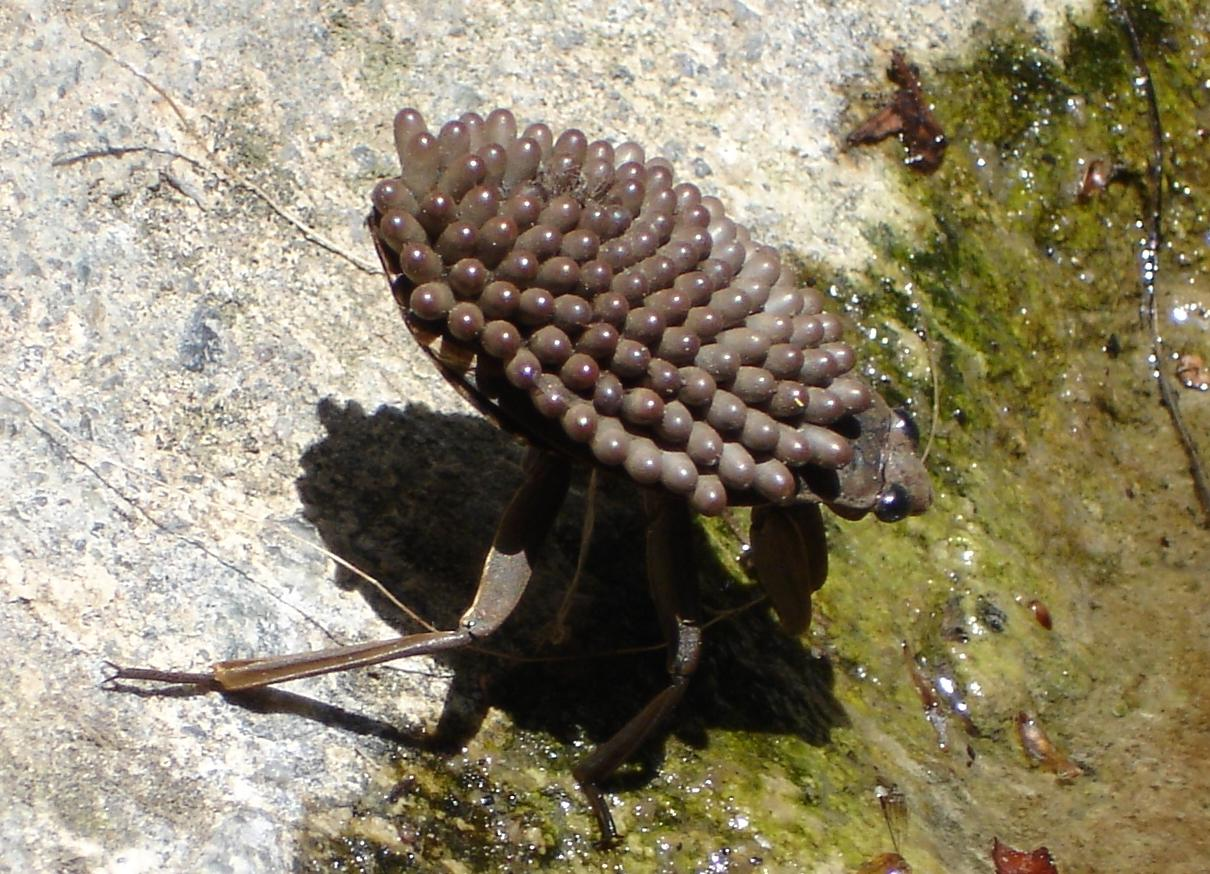
Uma barata-d'água macho com ovos nas suas costas

As baratas-d'água podem sair de seu habitat a noite para se acasalarem. Para atrair as fêmeas, os machos fazem uma série de movimentos periódicos perto da superfície da água, o que gera ondulações na água. Acredita-se que por serem animais que evoluíram orientando-se pelas estrelas, costumam ser atraídas por luzes brilhantes, o que faz com que se desorientem, voem em espiral e depois morram de exaustão. Por isso, é comum aparecerem baratas-d'água mortas embaixo de postes de luz. A cópula ocorre durante a primavera e os ovos são postos em plantas aquáticas ou em matéria vegetal em decomposição. Em algumas espécies, as fêmeas depositam os ovos sobre as costas dos machos, junto com um líquido de grande poder adesivo, obrigando-os a carregar os ovos até a eclosão. Acredita-se que isso ocorra porque os machos costumam consumir os ovos e, em suas costas, o acesso torna-se praticamente impossível.